# 泡状珠母贝
泡状珠母贝（学名：Pteria bulliformis），是莺蛤目莺蛤科莺蛤属的一种。主要分布于中国大陆，常栖息在潮下带水深144米泥质中沙，以足丝附着于岩石、珊瑚礁或贝壳上。